# J-Kwon
J-Kwon, właściwie Jarrell Jones (ur. 28 marca 1986 w Saint Louis, Missouri) – amerykański wykonawca muzyki rap.

## Dyskografia

### Albumy
- Hood Hop (2004)
- Luisville Slugger (2006)
- Hood Hop 2 (2009)
- Hood Hop 2.5 (2009)
- J-Kwon (2010)

### Single
- Tipsy (2004)
- You & Me (featuring Sadiyyah) (2004)
- Hood Hop (2004)
- Get XXX'd (feat. Petey Pablo) (2005)
- Boo Boo (2008)
- Fly (2009)
- Louie Bounce (I Smacked Nikki) (2009)